# Parc d'État de Fall Creek Falls
Le parc d'État de Fall Creek Falls – en anglais Fall Creek Falls State Park – est un parc d'État du Tennessee situé dans les comtés de Bledsoe et Van Buren. Créé en 1935, il protège environ 110 km2.